# Trisetum koidzumianum
Trisetum koidzumianum är en gräsart som beskrevs av Jisaburo Ohwi. Trisetum koidzumianum ingår i släktet glanshavren, och familjen gräs. Inga underarter finns listade i Catalogue of Life.